# H́
H́ (minuskule h́) je speciální písmeno latinky. Nazývá se H s čárkou. Vyskytuje se ve võruštině, avšak velmi zřídka a není součástí abecedy tohoto jazyka. Čte se jako palatalizované H (hʲ). Též se vyskytuje v ALA-LC transkripcích abcházštiny, jazyku dargwa, lakštiny, lezginštiny a avestánštiny. V abcházštině ho do roku 1954 značil znak cyrilice Ҿ. V Unicode je majuskulní tvar sekvence <U+0048, U+0301> a minuskulní <U+0068, U+0301>.